# Zimiromus bimini
Zimiromus bimini är en spindelart som beskrevs av Norman I. Platnick och Mohammad U. Shadab 1976. Zimiromus bimini ingår i släktet Zimiromus och familjen plattbuksspindlar. Inga underarter finns listade i Catalogue of Life.